# Megalestes palaceus
Megalestes palaceus là loài chuồn chuồn trong họ Synlestidae. Loài này được Zhou & Zhou mô tả khoa học đầu tiên năm 2008.